# Les Innommables (bande dessinée)
Pour les articles homonymes, voir Les Innommables.
Les Innommables est une série de bande dessinée créée par Yann et Conrad en 1980 dans Le Journal de Spirou et éditée successivement par la librairie Temps Futurs, par Bédéscope en association avec Glénat, puis par Dargaud.

## Synopsis
En 1949, trois soldats américains anticonformistes et déserteurs parcourent l'Asie, de Bornéo à la Corée en passant par Hong Kong et Macao. Ils sont les témoins désabusés de l'histoire en marche, confrontés à des problèmes plus personnels tels que la recherche d'Alix, l'amour de Mac.

## Historique de la publication
Le récit est teinté d'un humour noir constant qui banalise la violence et le racisme omniprésents, et souvent gratuits. Cette ambiance noire est d'ailleurs exprimée par des planches sur fond noir au lieu du fond blanc classique. La publication de la série dans les pages du Journal de Spirou ne s'est donc pas faite sans mal. Yann et Conrad ont souvent été confrontés à la censure du journal qui considérait son lectorat visé comme trop jeune pour ce genre de récit. L'épisode Cloaques a d'ailleurs été refusé par le rédacteur en chef.
La publication en album fut pour le moins chaotique. Les deux premiers, Aventure en jaune et Shukumeï, furent publiés dans les années 1980. Les fans de la série durent attendre de nombreuses années avant de pouvoir lire Matricule triple zéro (formant un album double avec Aventure en jaune) et Cloaques. C'est Dargaud qui propose désormais 13 albums d'une série complète et atypique, aux nombreuses éditions. L'album Alix-Noni-Tengu comporte deux fins alternatives, l'une heureuse et l'autre non. C'est cependant la fin malheureuse de l'album qui est prise en compte dans les albums suivants pour la continuité de la série. Cette multiplicité contribue au charme et à la popularité des Innommables.

## Personnages
- Nick Mc Buttle Junior, dit Mac : 120 kilos de muscles et de couenne (sans le cigare) et le chef du groupe. Protecteur farouche de ses amis, sa morale est très personnelle : la contrebande, le trafic d'armes, la prostitution, les affaires sordides ne le dérangent pas (ça rapporte assez pour se nourrir), cependant il ne supporte pas qu'on fasse du mal aux femmes (il achète une maison close parce qu'il veut en protéger les filles tout en se faisant de l'argent), aux enfants, aux animaux... Véritable cordon bleu amateur de bonne chère, la plupart des femmes qu'il croise "craquent" pour lui non pas pour son physique mais pour son grand cœur. Le fait qu'il soit vigoureux dans la bagarre et au lit aide, aussi. Plutôt futé et loin d'être la brute ignare que son physique et son comportement habituel peut laisser présager, il parvient à se sortir de toute situation par un calme à la limite de l'inébranlable, une confiance absolue dans sa destinée, et plusieurs paires de baffes. Son immense patience a cependant des limites, et personne n'échappe à sa fureur.
- Anthony Key, dit Tony: 67 kilos de bile et de fiel. Il est cynique et paresseux, antisémite mais juif sans le savoir, raciste par principe et homosexuel refoulé. Dans la première version du trio, il était un véritable Casanova flegmatique et sans relief. Méchant parce qu'il aime ça, il ne supporte personne (pas même ses amis) et il est très souvent complètement inutile et un véritable boulet sur lequel Mac passe ses nerfs, Tim ses envies de vomir et Raoul ses envies d'uriner. Comme Mac cependant, il est loin d'être aussi stupide qu'il le paraît.
- Timothy O'Rey, dit Tim : 18 kilos de... offert en prime : nabot rouquin, le plus étrange du trio et peut-être une parodie de personnages comme Tintin ou Spirou dont l'âge et le statut restent mystérieux. Quoique moustachu et militaire au début de la saga, il connaît une puberté accélérée au cours de l'histoire et devient une bête sexuelle. Tim s'entend mieux avec les enfants et les animaux qu'avec les adultes, et est capable d'une violence inouïe. Il est toujours armé d'une batte de base-ball qui semble repousser quand on la lui confisque. Après avoir lu une Bible, il ne s'exprime plus que sous forme de versets. Complètement naturel et incapable d'avoir des arrière-pensées.
- Alix Yin Fu : jolie agent communiste dont la mère a été brûlée vive dans la chaudière d'une locomotive par le colonel nippon Masanobu Tsuji, à la place d'un haut dignitaire du Parti. Recueillie par maître Gao Xingjiang, un écrivain qui a ensuite payé ses études à l'université de Shanghaï. Pleine de ressource et experte en close combat, elle échappe deux fois de suite à la mort grâce à Mac qui la laisse interloquée puis éperdument amoureuse. À partir de ce moment, tiraillée entre sa loyauté au Parti et son amour, elle tombe en disgrâce et finit par chercher la protection de Mac, dont elle découvre rapidement qu'elle est enceinte. Capturée, torturée puis dépossédée de son enfant après l'accouchement, elle s'échappe mais, grièvement blessée, défigurée, droguée et épuisée, elle est recapturée par le Parti qui la reconditionne complètement pour des missions suicide. Un lavage de cerveau l'ayant rendue amnésique, elle oublie sa rencontre avec Mac et la naissance de leur fille. Intriguée et dérangée par ce gros Américain qui prétend la connaître et qu'elle rencontre un peu partout dans le monde, elle redécouvre peu à peu toute son histoire et tombe de nouveau amoureuse de Mac.
- Lieutenant Adam Damage : recrue du même camp de l'US Army que Mac, Tim et Tony, c'est un bricoleur de génie ("vous lui confiez un porte-avion, il vous fabrique un remorqueur complet en un mois"), gentil, honnête et serviable mais vraiment malchanceux.
- Le colonel Lychee : ancien assassin de la Kempeitai (police de l'armée impériale japonaise), qui agit maintenant pour son propre compte. Lychee est un tueur sadique dont la cruauté ne connaît aucune borne. L'exécution ratée d'Alix étant son seul échec, il en développe une obsession.
- Mulligan O'Rourke : capitaine pirate Irlandais, noir et priapique. Il est simultanément membre d'une douzaine de triades chinoises.
- Basil et Sybil Jardine : les enfants du tycoon de Hong Kong, Sir Jardine. Dévoyés et amoraux, ils complotent contre leur père et l'un contre l'autre. Basil est membre – peu enthousiaste – d'une loge maçonnique écossaise. Sa sœur, au cours des albums, devient l'amante du colonel Lychee.
- Claire : jeune fille des rues en manque d'amour (à partir de Cloaques).
- Jade Bartholdi : fille d'Alix et de Mac.
- Le général Mac Ernest : officier supérieur de Mac, Tony et Tim. Officier absolument incapable et corrompu, il est responsable d'un camp militaire où sont affectés les pires ratés de l'armée américaine. Totalement complexé par sa petite taille.
- Raoul : cochon apprivoisé de Tim. Porcelet mignon au début du cycle, il s'avère être une truie et grandit jusqu'à une taille impressionnante.

## Albums

### Première série
- 1 Aventure en jaune[1], Temps Futurs, janvier 1983
Scénario : Yann - Dessin et couleurs : Didier Conrad
- 2 Shukumeï, Bédéscope, mars 1987
Scénario : Yann - Dessin et couleurs : Didier Conrad
- 1 Matricule 000, Bédéscope, annoncé, jamais sorti
Scénario : Yann - Dessin et couleurs : Didier Conrad
- 4 Cloaques, Bédéscope, annoncé, jamais sorti
Scénario : Yann - Dessin et couleurs : Didier Conrad

### Série classique
L'ordre des albums a été modifié à plusieurs reprises. Au départ, c'est Le Crâne du Père Zé qui était le premier album mais Dargaud a ensuite réédité Aventure en jaune puis Shukumeï. En 2002, l'éditeur republie la série avec une nouvelle maquette et une numérotation définitive. Matricule triple 0 constituant le préambule de la série complète.
Le Cycle zéro
- 0 Matricule triple zéro, Dargaud, février 1980
Scénario : Yann - Dessin : Didier Conrad - Couleurs : Vittorio Leonardo
- 1 Shukumeï, Dargaud, avril 2002
Scénario : Yann - Dessin : Didier Conrad - Couleurs : Cyril Liéron

Le Cycle de Hong Kong
- 2 Aventure en jaune[2], Dargaud, novembre 1996
Scénario : Yann - Dessin : Didier Conrad - Couleurs : Béatrice Constant
- 3 Le Crâne du Père Zé[3], Dargaud, janvier 1994
Scénario : Yann - Dessin : Didier Conrad - Couleurs : Béatrice Constant
- 4 Ching Soao, Dargaud, janvier 1995
Scénario : Yann - Dessin : Didier Conrad - Couleurs : Béatrice Constant
- 5 Au Lotus Pourpre, Dargaud, décembre 1995
Scénario : Yann - Dessin : Didier Conrad - Couleurs : Béatrice Constant
- 6 Alix-Noni-Tengu[4], Dargaud, janvier 1996
Scénario : Yann - Dessin : Didier Conrad - Couleurs : Béatrice Constant

Le Cycle de Corée
- 7 Cloaques[5], Dargaud, mai 1997
Scénario : Yann - Dessin : Didier Conrad - Couleurs : Béatrice Constant, Bernard Devillers
- 8 Poupée de bronze[6], Dargaud, août 1998
Scénario : Yann - Dessin : Didier Conrad - Couleurs : Béatrice Constant
- 9 Pas-de-Mâchoire, Dargaud, mars 2000
Scénario : Yann - Dessin : Didier Conrad - Couleurs : Béatrice Constant

Le Cycle U.S.A.
- 10 À l'est de Roswell[7], Dargaud, mai 2002
Scénario : Yann - Dessin : Didier Conrad - Couleurs : Béatrice Constant
- 11 Au nord de White Sands, mars 2003, Dargaud, Cyril Liéron
- 12 Au sud-ouest de Moscou, Dargaud, août 2004
Scénario : Yann - Dessin : Didier Conrad - Couleurs : Julien Loïs

### Intégrales
- 1 Le Cycle de Hong Kong, Dargaud, 2 décembre 2000
Scénario : Yann - Dessin : Didier Conrad - Couleurs : Cyril Liéron

## Spin-off
Tigresse Blanche, la série dérivée des Innommables, raconte les débuts d'Alix au sein des services secrets chinois et fait référence à Shukumeï.